# Tegula
Pour les articles homonymes, voir Tegula (homonymie).

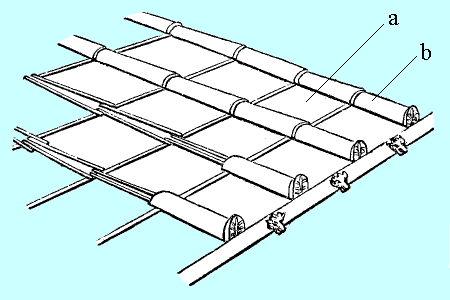
A. Tegula. B. Imbrex.

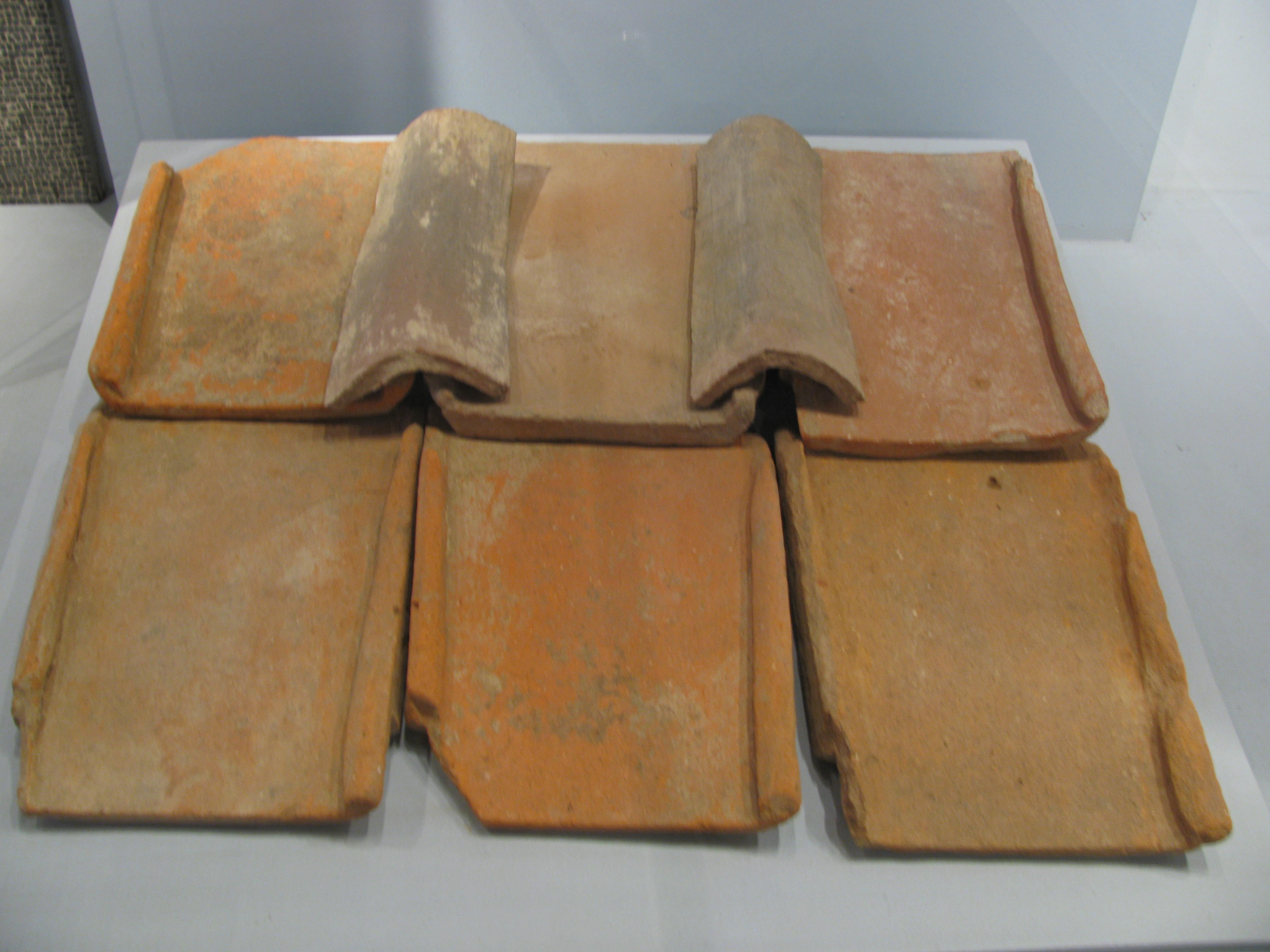
Tuiles gallo-romaines, musée de Feurs.

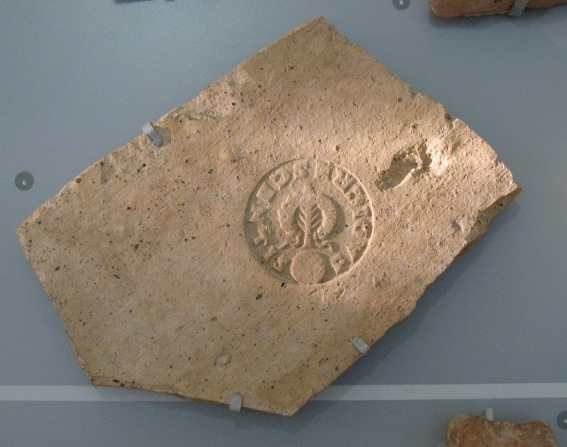
Fragment de tegula avec l'estampille de fabrication de ', IIe siècle, musée de la Crypta Balbi, Rome.

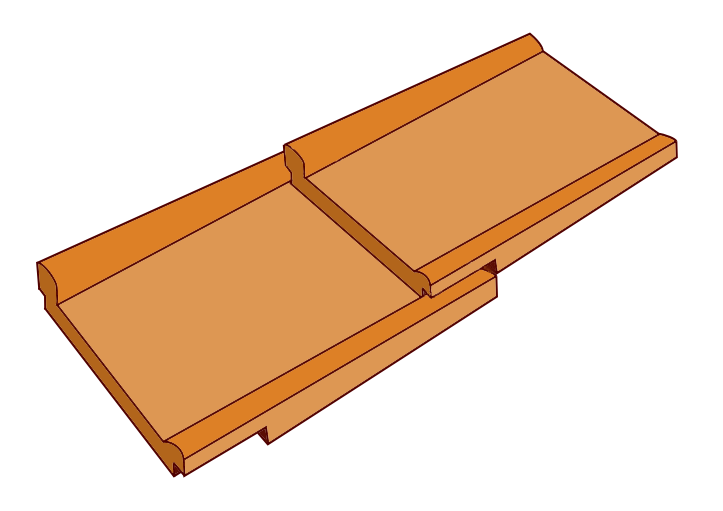
Chevauchement de deux tegulae.

La tegula était dans l'Antiquité une tuile plate qui servait à couvrir les toits, faite ordinairement d'argile cuite au four mais aussi, dans certains bâtiments somptueux, de marbre ou de bronze et quelquefois dorée. Elle appartient à la famille des terres cuites architecturales.

## Description
Ces tuiles ayant la forme d'un trapèze isocèle étaient disposées sur le toit de manière que leurs petits côtés (les petites bases) venaient recouvrir en partie les grands côtés (grandes bases) des tuiles posées en dessous ; les deux bords obliques de chaque tuile étaient relevés pour empêcher l'eau de pluie de pénétrer dans les interstices latéraux, de façon à s'emboîter avec les côtés des tuiles creuses semi-cylindriques (imbrices), qui étaient placées au-dessus des rebords verticaux des tegulae. Sur leur face inférieure, dans la partie basse, elles présentent des encoches permettant leur chevauchement. Tegulae et imbrices étaient parfois liées entre elles par un joint en mortier, comme cela a été mis en évidence à Vieux-la-Romaine.
La longueur des tegulae, élément de datation
Si la forme trapézoïdale ou rectangulaire est généralisée, les dimensions ne sont pas normalisées, même sur un site donné. La plus grande taille connue est de 90 × 135 cm sur la basilique de Pompéi, et d'autres tailles sont observées à Pompéi : 69 × 47,5 cm ; 52,5 × 66 cm ; 47,3 × 64 cm ; 50 × 59 cm ; 48 × 59 cm.
Leur longueur diminue au cours des siècles. En Languedoc-Roussillon, elles passent de 63 à 44 cm entre la période d'Auguste et la fin de l'Antiquité tardive. Pour celles de Gaule du centre-est (région de Lyon), la diminution est moindre. B. Clément (2009), qui les y a étudiées, indique que la datation peut être établie à partir de la forme et la dimension du rebord, des encoches et de la gorge interne. A. Coutelas met un doute sur la datation par les rebords et les gorges internes qui, note-t-il, varient fortement d'une tegula à une autre.
Des tuiles découvertes lors de fouilles d’une villa gallo-romaine à Charny (Seine-et-Marne) donnent un exemple des dimensions d'une tegula : rectangle de 45 × 35 cm, épaisseur de 3 à 4 cm, jusqu'à 5 à 5,5 cm sur les bords relevés, pour un poids de 7 kg environ.
Estampilles
À Charny, l’estampille du fabricant, lorsqu’elle existe, est imprimée en bas de la tuile, en lettres en relief.
Per tegulas
Au pluriel, tegulae est souvent pris pour un toit de tuiles ; mais l'expression per tegulas, pour indiquer une entrée ou une sortie opérée par le toit, ne signifie pas « à travers le toit en déplaçant les tuiles », mais « à travers l'espace ouvert qui est au milieu » d'un atrium ou d'un péristyle, « et que limite le toit de tuiles » reposant sur la colonnade qui entoure cet appartement des quatre côtés ; voir l'article « atrium ».

## Usages dérivés
Les Romains recyclaient les tuiles brisées en les broyant pour les incorporer au mortier dit au tuileau. La présence de granulat de terre cuite rendait le mortier plus résistant.
Les tegulae furent aussi parfois utilisées dans les sépultures antiques, pour couvrir le corps inhumé. Elles étaient disposées en triangle (tombe dite en bâtière).